# Sede titolare di Beatia
Beatia (in latino: Biatiensis) è una sede titolare della Chiesa cattolica.

## Storia
Beatia fa riferimento alla città spagnola di Baeza in Andalusia, dove, tra il 656 ed il 675, fu trasferita la sede episcopale di Castulo. Beaza fu sede di un vescovo fino al XIII secolo, quando a sua volta venne trasferita a Jaén.
Dal 1969 Beatia è una sede vescovile titolare della Chiesa cattolica; dal 12 dicembre 2023 il vescovo titolare è Juan Carlos Londoño, vescovo ausiliare di Québec.

## Cronotassi dei vescovi titolari
- Albin Małysiak, C.M. † (14 gennaio 1970 - 16 luglio 2011 deceduto)
- Wiesław Śmigiel (24 marzo 2012 - 11 novembre 2017 nominato vescovo di Toruń)
- José Cobo Cano (29 dicembre 2017 - 12 giugno 2023 nominato arcivescovo di Madrid)
- Juan Carlos Londoño, dal 12 dicembre 2023